# Arthur Heywood
Sir Arthur Percival Heywood, tercer baronet (25 de diciembre de 1849 - 19 de abril de 1916) fue un ingeniero británico, conocido por desarrollar el ferrocarril de ancho mínimo (con vías de quince pulgadas) para su uso en grandes propiedades. 

## Primeros años
Arthur era el hijo mayor de Sir Thomas Percival Heywood, y creció en la casa familiar de Dove Leys, en Denstone (Staffordshire). 
Dove Leys está orientado hacia el valle por donde corría el Ferrocarril del Norte de Staffordshire desde Rocester hasta Ashbourne. La familia viajaba en tren a menudo para ver a sus familiares en Mánchester y de vacaciones a Inveran, en la región de las Tierras Altas de Escocia. Heywood desarrolló una gran pasión por el ferrocarril desde una edad temprana. 
Ayudó a su padre en su pasatiempo de la metalistería ornamental, con un torno Holtzapffel, y en su adolescencia, construyó un modelo ferroviario con vías de 4 pulgadas de ancho y una locomotora de vapor. Más adelante, construyó un segundo tren con una vía de 9 pulgadas, en el que podía montar a sus hermanos pequeños, y que le sirvió de experiencia para sus trabajos posteriores. 
Inicialmente educado en Eton, en 1868 ingresó en el Trinity College (Cambridge), donde se hizo amigo de los ferroviarios locales, colocando elevadores en las plataformas de las locomotoras. Se graduó en 1872 con una maestría en Ciencias Aplicadas. La familia Heywood originalmente hizo su fortuna en el comercio de transatlántico de esclavos, que operaba desde Liverpool. Sin embargo, siendo un caballero de estirpe reciente, las convención de la época le impidieron desarrollar una carrera de ingeniería.

## Vida posterior
En 1872 se casó con su prima, Margaret Effie, hija del reverendo George Sumner, rector de Alresford en Hampshire, y se instaló en Duffield Bank, cerca de Duffield, Derbyshire cerca de Derby, la sede del Ferrocarril de Midland. Como muchos de los directores vivían en Duffield, pronto se interesó por los Talleres de Derby, y estaba al tanto de los experimentos de los Ingenieros Reales en la construcción de ferrocarriles para la guerra. 
Sus primeros experimentos para construir "ferrocarriles portátiles" para su uso agrícola (al igual que los intentos anteriores que databan de varias décadas atrás), no tuvieron éxito. En consecuencia, decidió abordar el problema de forma sistemática en lo que se conoció como el Ferrocarril de Duffield Bank, desarrollando el concepto que denominó "ferrocarril de vía mínima". Se decidió por un ancho de 15 plg (381 mm) como el óptimo, dado que la vía de 9 plg (229 mm) de su anterior ensayo resultó ser demasiado pequeña para transportar personas de manera estable. Construida en una ladera empinada, la línea era un campo de prueba ideal, y para obtener la adherencia necesaria para subir pendientes pronunciadas y la capacidad de circular por curvas de radio pequeño, construyó locomotoras de seis ruedas acopladas, con un diseño que denominó "eje radiante". 
Aunque la línea permaneció en uso durante muchos años y fue visitada por numerosos compradores potenciales, la única propuesta efectiva provino del Duque de Westminster, para quien construyó el Ferrocarril de Eaton Hall. 
Sir Arthur también tenía un gran interés en la campanología (el sonido de las campanas) y en 1891 fundó el Consejo Central de Campaneros de Iglesia. A menudo se unía a los tañedores de la iglesia de Duffield San Alkmunds, donde era guardián y acompañante. En 1887 aumentó el anillo de campanas de San Alkmunds de ocho a diez. 
Fue miembro de la junta de la Enfermería Real de Derbyshire y su presidente en 1895. 
También presidió el Comité Conjunto Permanente de la policía de Derbyshire durante varios años, siendo Alto Sheriff de Derbyshire en 1899, juez de paz de Derbyshire y más tarde de Staffordshire en virtud de su vinculación a Dove Leys.
El padre de Sir Arthur murió en 1897, lo que hizo que heredara Dove Leys, donde comenzó a construir otro ferrocarril entre la carretera, donde había una carbonera, y la casa. Su intención era extenderse al patio ferroviario de mercancías de Norbury, pero el coronel Clowes, propietario del terreno intermedio, se negó a cederle el derecho de paso. Sir Arthur planeó entonces extender la línea hacia el sur, hasta la granja cercana de Dove Cliff, que era parte de su propiedad, y desde allí a la estación de Rocester. Sin embargo, de nuevo no pudo completar el trayecto, ante la negativa de otro vecino, el coronel Dawson. 
Cuando comenzó la Primera Guerra Mundial en 1914, sus tres hijos entraron en servicio activo, al igual que muchos de los miembros de su personal. Sir Arthur continuó trabajando personalmente en el Ferrocarril de Eaton Hall. Uno de sus últimos actos fue dotar al Cuerpo de Entrenamiento de Voluntarios con 50 rifles. No se sintió bien a principios de 1916 y empeoró el 19 de abril durante una visita a Duffield Bank, donde murió esa misma tarde, a los 66 años de edad. 
Sir Arthur Heywood fue enterrado en Denstone el 22 de abril de 1916.

## Locomotoras de eje radiante Heywood

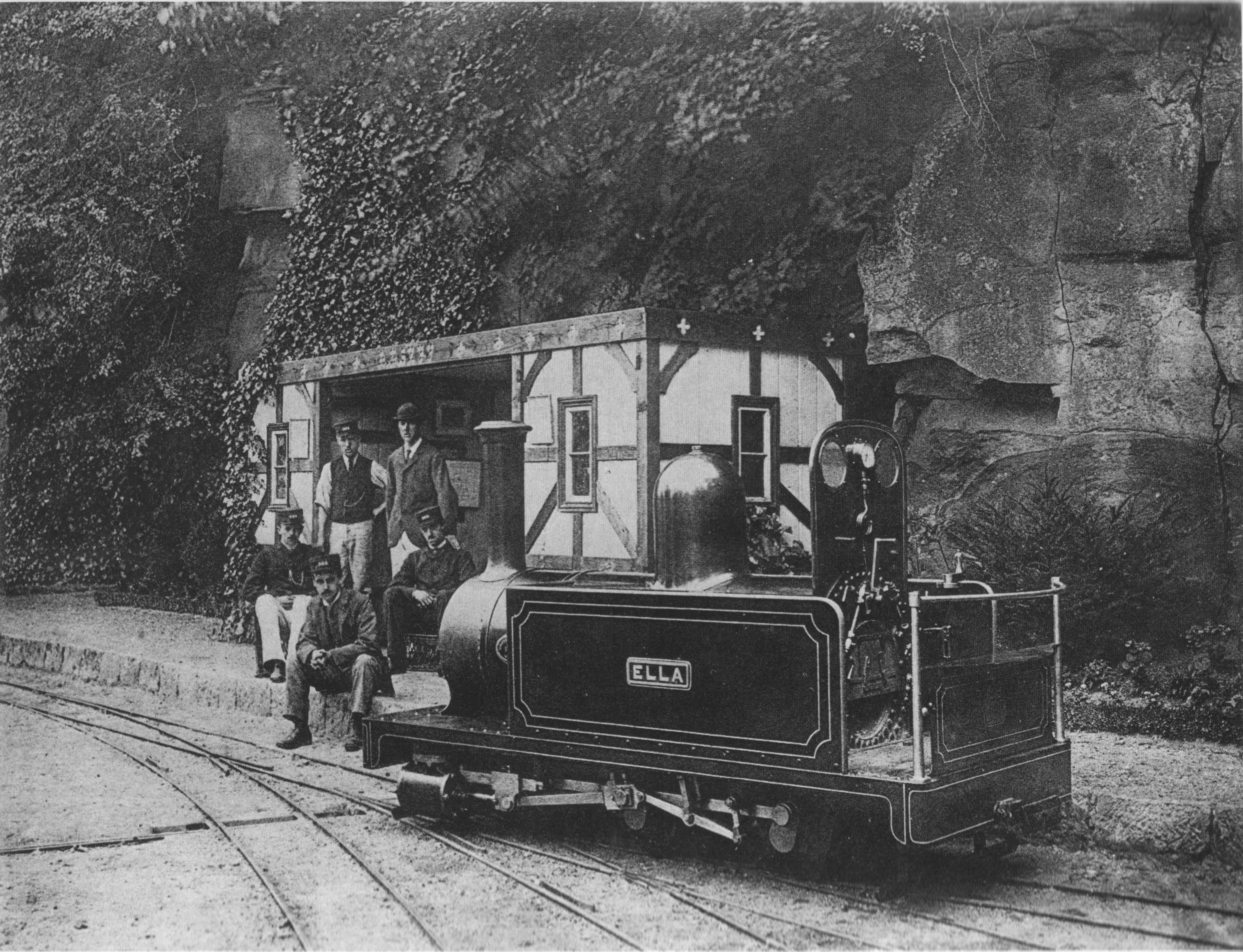
La primera máquina con ejes radiantes fue una locomotora de vapor 0-6-0 de bautizada Ella. Construida en 1881, fue vendida al Ferrocarril de Ravenglass y Eskdale en 1917, y desechada en 1923

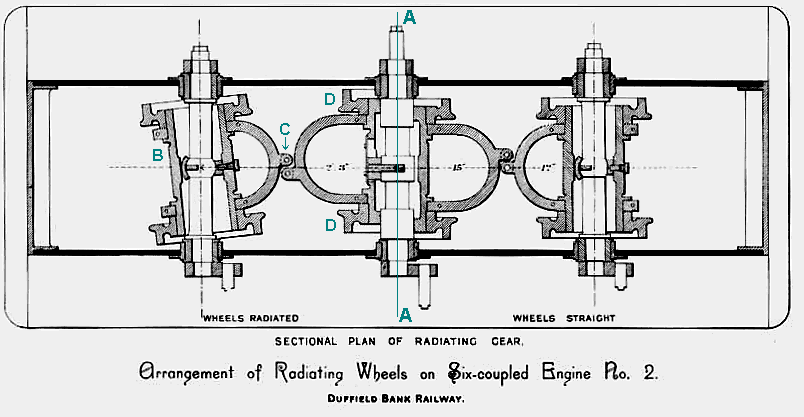
Plano de detalle de la disposición del eje radiante Heywood en la locomotora Ella. En el lado derecho de la línea AA, las ruedas y los ejes están situados como cuando se circula en vía recta. En el lado izquierdo de la línea AA, el sistema se muestra en la posición correspondiente a una curva pronunciada: el bastidor central se desplaza hacia un lado y gira los ejes exteriores para alinear todas las ruedas paralelas a la vía. Es impulsado por una transmisión esférica

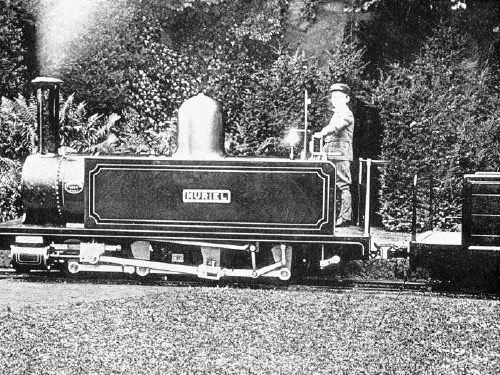
La segunda máquina de vapor con ejes radiantes fue la locomotora de vapor 0-8-0 Muriel para un ancho de, construida en 1894

Las locomotoras de eje radiante Heywood podían circular por curvas muy cerradas gracias a la disposición especial de sus ejes. El diseño lo dibujó Arthur Heywood por primera vez en 1877, y se describió en un libro publicado en 1881, mucho antes que las solicitudes de patente del Eje Klien-Lindner y que el Eje Luttermöller. En locomotoras de vapor con tres ejes, el bastidor del eje intermedio podía moverse transversalmente a izquierda y derecha debajo del bastidor principal de la locomotora, y estaba articulado con los dos bastidores pivotantes del eje delantero y trasero. En curvas cerradas, permitía alinear todos los ejes exactamente perpendiculares a la vía, de modo que se orientarían con precisión hacia el punto central de cada curva de la vía.
El principio es similar al de los ejes radiantes inventados por James Cleminson de Londres para los vagones de ferrocarril, que "consiste en montar los ejes con sus cajas, protectores y resortes en marcos separados del bastidor principal de la caja. Los bastidores inferiores poseen pivotes centrales, alrededor de los que pueden girar libremente, mientras que el bastidor central está dispuesto de manera que pueda deslizarse transversalmente. Los tres bastidores están conectados entre sí mediante un engranaje radiante articulado, de modo que actúan coordinadamente, y sin importar lo cerrada que sea una curva, cada eje asume instantáneamente una posición coincidente con las líneas radiales de esa curva, en lugar de permanecer paralelas entre sí como en la construcción habitual, en la que los ejes fijos y paralelos obligan a que las ruedas se muevan transversalmente de forma local sobre las cabezas de los carriles. Además, se reduce el desgaste de las llantas y de los carriles, porque las pestañas de las ruedas siempre están paralelas a los rieles".